# André-Michael Beer
André-Michael Beer (* 24. März 1958 in München) ist ein deutscher Gynäkologe und Professor für Naturheilkunde. Seine Habilitation an der Ruhr-Universität Bochum im Jahr 2005 war die erste Habilitation auf dem Gebiet der Naturheilkunde in Deutschland nach dem Zweiten Weltkrieg.

## Leben
Nach dem Abitur absolvierte Beer in den Jahren 1980 bis 1983 eine Ausbildung zum Heilpraktiker an der Josef-Angerer-Heilpraktikerschule in München, bevor er 1983 ein Studium der Humanmedizin an der RWTH Aachen begann. 1991 promovierte er im dortigen Institut für Physiologie zum Thema „Sauerstoffaufnahmeuntersuchungen unter rheologischen Bedingungen bei Schwangeren und Neugeborenen“. Am Luisenhospital Aachen absolvierte er von 1989 bis 1995 seine Facharztausbildung für Frauenheilkunde und Geburtshilfe. Anschließend leitete er von 1995 bis 1997 die Parkklinik in Bad Kissingen, eine balneogynäkologisch-onkologische Fachklinik für gynäkologische Rehabilitation, Prävention und Anschlussheilbehandlung.
Seit 1997 leitet Beer die Klinik für Naturheilkunde der Klinik Blankenstein des Klinikverbunds Katholisches Klinikum Bochum. Zusatzbezeichnungen erlangte er für Naturheilverfahren, Physikalische Medizin, Rehabilitationswesen, Balneologie und medizinische Klimatologie. Seine Zusatzqualifikationen sind Akupunktur, Notfallmedizin und psychosomatische Medizin. Seine Arbeitsschwerpunkte sind die ambulante und stationäre Versorgung vor allem chronisch Erkrankter mit klassischen Naturheilverfahren. Im Jahr 2005 habilitierte er sich an der Ruhr-Universität Bochum als erster in Deutschland auf dem Gebiet der Naturheilkunde und leitet dort als außerplanmäßiger Professor den Lehrbereich für Naturheilkunde in der Abteilung Allgemeinmedizin.

## Auszeichnungen und Tätigkeiten
- 1990 Förderpreis der Niederrheinischen-Westfälischen Gesellschaft für Gynäkologie und Geburtshilfe
- 1996 Ernennung zum Präsidenten des Internationalen Fachausschusses für Balneogynäkologie innerhalb der International Society of Medical Hydrology und Climatology (I.S.M.H.)
- 1997 Förderpreis der Boxberger-Stiftung zur naturheilkundlichen Grundlagenforschung
- Vorsitzender Ausschuss Wissenschaft, Forschung, Entwicklung. Deutscher Heilbäderverband e.V.

## Schriften
Als Autor:
- mit T. Pötschke, B. Weidner und B. Hajeck-Lang: Reduktionsdiäten von A bis Z. In: B. Hajeck-Lang (Hrsg.): Handbuch Diäten und Alternative Ernährungsform. Elsevier, Urban & Fischer, München 2010, ISBN 978-3-437-57580-8.
- Physikalische Therapie in der Gynäkologie. In: I. Gerhard, M. Kiechle (Hrsg.): Gynäkologie integrativ – Konventionelle und komplementäre Therapie. Elsevier, Urban & Fischer, München 2006, S. 235–252.
- Physikalische Therapie in der Geburtshilfe. In: I. Gerhard, A. Feige (Hrsg.): Geburtshilfe integrativ – Konventionelle und komplementäre Therapie. Elsevier, Urban & Fischer, München 2005, S. 292–310.

Als Herausgeber:
- mit M. Adler: Leitfaden Naturheilverfahren für die ärztliche Praxis. Elsevier, Urban & Fischer, München 2011.
- mit T. Henke und K. R. Wiebelitz: Evaluation stationärer Naturheilkunde. Abschlußbericht der zweiten wissenschaftlichen Begleitung für die Modellabteilung für Naturheilkunde der Klinik Blankenstein. Dr. Kovac Verlag, Hamburg 2009.
- mit P. Kiwitt: Neue Form der ärztlichen Weiterbildung Möglichkeiten und Grenzen strukturierter Weiterbildungsprogramme in Theorie und Praxis am Beispiel der Fachgebiete Naturheilverfahren und Neurologie. Dr. Kovac Verlag, Hamburg 2009.
- mit J. Lukanov und P. Sagorchev: Moderne Moortherapie. Verlag BAW, Sofia 2007, ISBN 978-954-443-612-4.
- Akupunktur in der Geburtshilfe. Handbuch für Ärzte und Hebammen. 1. Auflage. Urban & Fischer, München/Jena 2000.